# L.H.O.O.Q.
L.H.O.O.Q. est une œuvre d'art de 1919 de Marcel Duchamp, qui parodie La Joconde de Léonard de Vinci. Son titre est à la fois un homophone du mot anglais look et un allographe que l'on peut ainsi prononcer : « elle a chaud au cul ». L'œuvre s'inscrit tant dans la série de ready-mades créés par Duchamp (il s'agit d'une reproduction de La Joconde surchargée par l'artiste) que dans le mouvement dada.

## Description
Le support consiste en un format portrait proche de celui de l'estampe (19,7 × 12,4 cm) reproduisant La Joconde que Duchamp a surchargée d'une moustache, d'un bouc et des lettres qui donnent le titre à l'œuvre (L.H.O.O.Q.). 
L'original est parfois défini comme une carte postale. Duchamp lui-même le décrit comme « un chromo 8 × 5 (pouces) bon marché ».
L.H.O.O.Q. est à son tour détournée en 1954 par Salvador Dalí, qui réalise en collaboration avec Philippe Halsman son Autoportrait en Mona Lisa.

## Esthétique
« En 1919, quand Dada battait son plein, et que nous démolissions beaucoup de choses, Mona Lisa est devenue la première victime, je lui ai mis une moustache et un bouc sur le visage, avec seulement l'idée de la désacraliser. »

— Marcel Duchamp

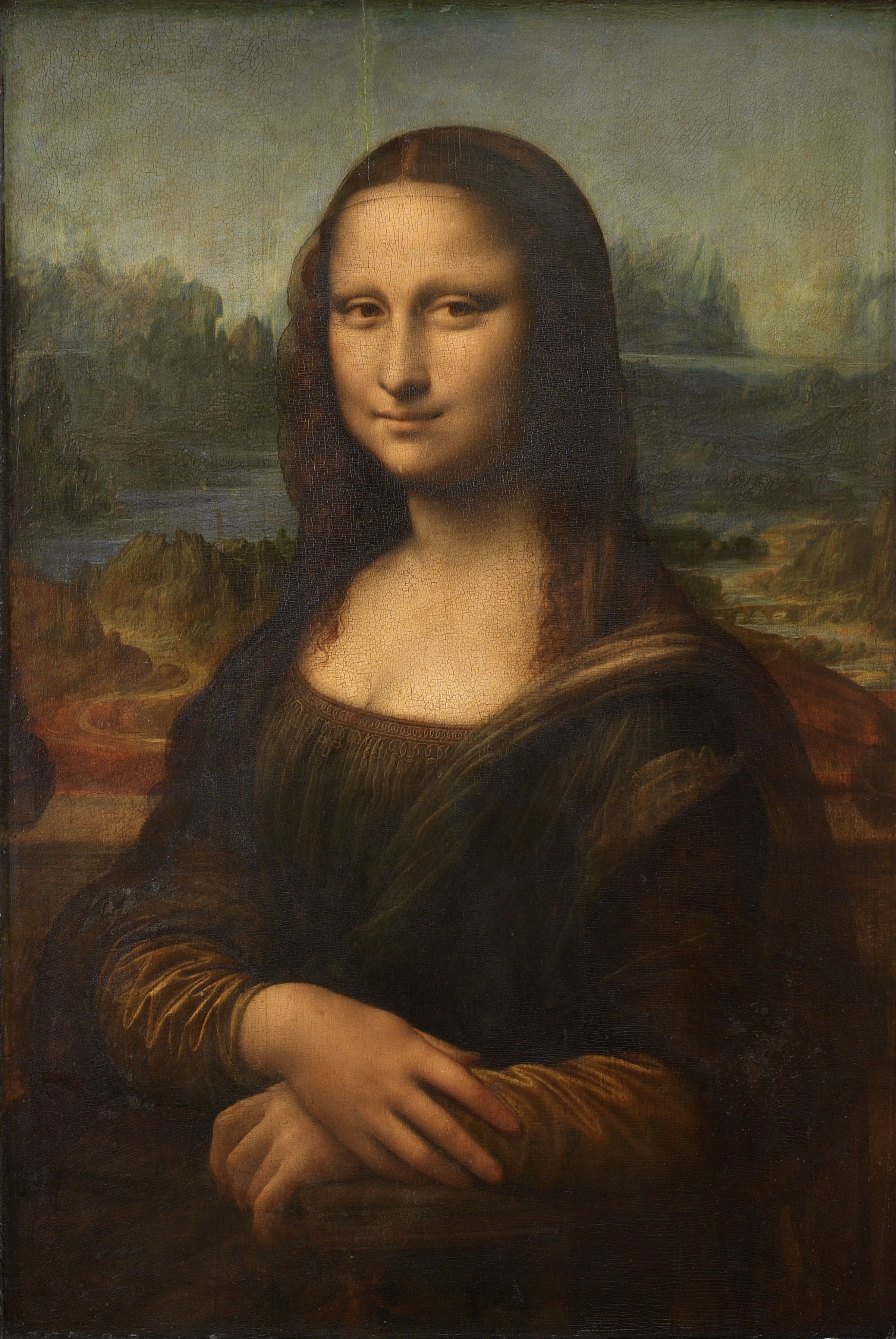
De Vinci, La Joconde.

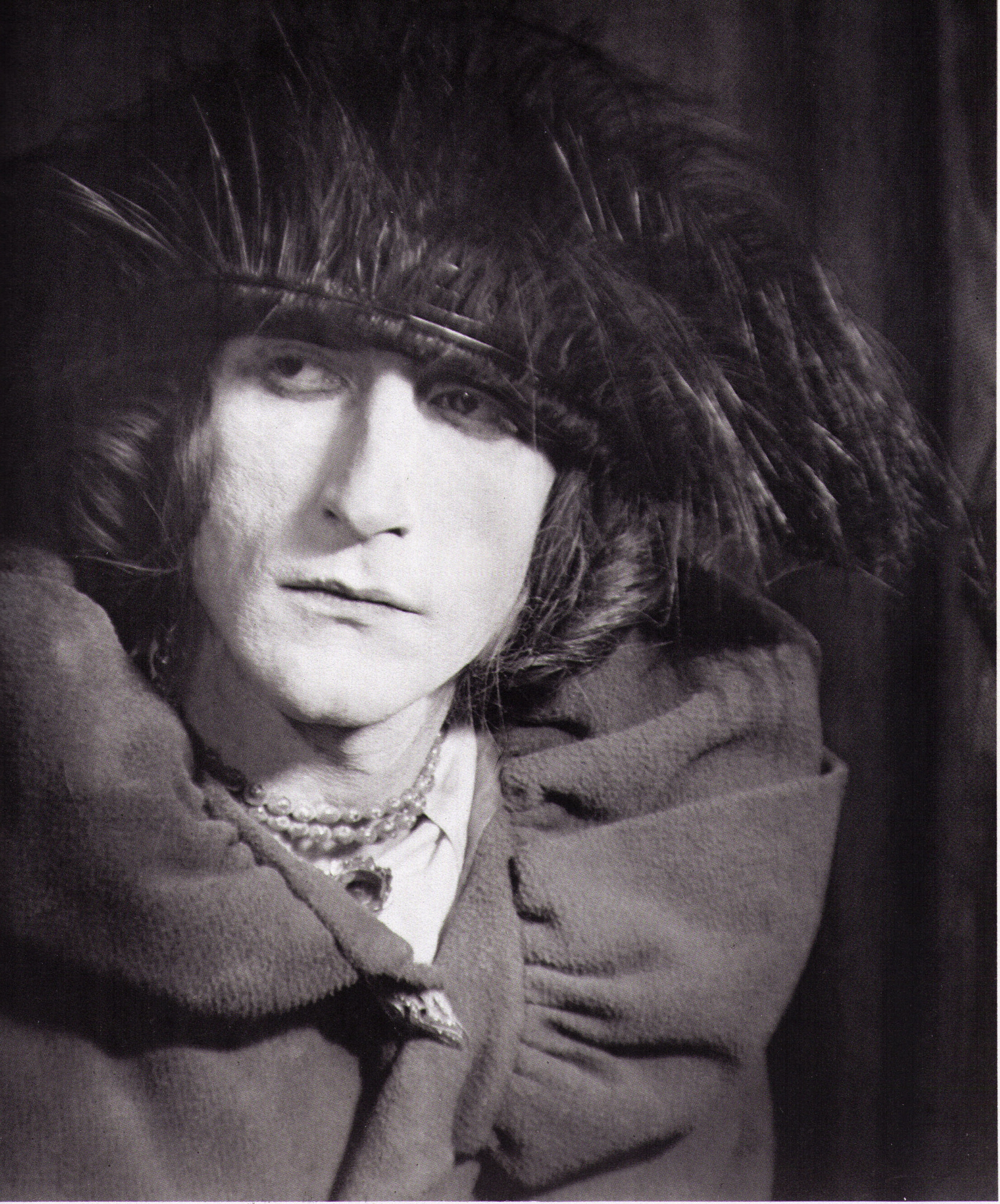
Portrait de Rrose Sélavy par Man Ray en 1921.

L.H.O.O.Q. s'inscrit dans le courant des ready-mades créés par l'artiste et participe de sa volonté de questionner l'art en lançant un défi à la peinture.
L'œuvre a d'abord été réalisée à titre privé, Francis Picabia en a réalisé en 1919 une reproduction approximative pour sa revue 391, en oubliant de dessiner le bouc. En effet, Duchamp avait donné à Picabia l'autorisation de reproduire son œuvre, mais se trouvant à New York avec l'original, il avait envoyé celui-ci à Picabia, qui ne le reçut pas à temps pour l'impression de la revue.
Duchamp parle à son égard d'une combinaison de ready-made et de « dadaïsme iconoclaste ». Picabia fait de l'œuvre le manifeste du mouvement Dada, dont l'implantation à Paris est en effet contemporaine. Marcel Duchamp, déjà reconnu à cette époque, démontre qu'un simple « gribouillage » fait de la carte postale une œuvre à part entière. Le côté dadaïste vient principalement de la désacralisation de La Joconde, moquée (L.H.O.O.Q. = Elle a chaud au cul, en épelant les lettres) et grimée, sans compter le côté humoristique du jeu de mots propre aux dadaïstes.
Le geste de Marcel Duchamp pourrait s'enraciner dans la publication en 1910 de l'essai Un souvenir d'enfance de Léonard de Vinci dans lequel Sigmund Freud parle de l'incapacité de l'artiste à terminer son œuvre, de la sublimation de la vie dans l'art et surtout de son homosexualité.
En outre, L.H.O.O.Q. renvoie à l'« ambiguïté sexuelle » de La Joconde. Marcel Duchamp lui-même change volontiers d'identité de genre à cette époque, choisit le pseudonyme de Rrose Sélavy et se fait photographier en femme par Man Ray.
Le fait qu'il s'agisse d'une simple reproduction de La Joconde est toutefois contesté par Rhonda R. Shearer (en), qui y voit une adaptation au propre visage de Duchamp.

## Muséographie
L'œuvre est à ce jour la propriété du Parti communiste français (PCF), qui l'a placée en dépôt pour 99 ans au musée national d'Art moderne du centre Pompidou. Elle a été offerte au PCF par le poète Louis Aragon, qui l'avait reçue en cadeau de Duchamp lui-même. Elle a été prêtée à la Royal Academy of Arts en 2002.
Selon Arturo Schwarz, dans The Complete Works of Marcel Duchamp, l'œuvre appartenant au Parti communiste ne serait qu'une réplique de 1930, d'ailleurs d'un format plus grand (64,7 × 48,2 cm contre 19,7 × 12,4 cm pour l'« original »). Elle aurait été offerte par Aragon qui la tenait de Hans Arp. Selon Schwarz, l'originale, L.H.O.O.Q. 1919,  appartiendrait à une collection privée à Paris. Il y aurait six répliques de cette œuvre, celle du PCF étant la seconde. L.H.O.O.Q. 1930 a été exposée en 1930 à Paris par Louis Aragon, avec quatre autres œuvres de Duchamp, dans l'exposition intitulée La Peinture au défi ; Duchamp a révélé qu'il avait recréé cette œuvre dans ce but.
Duchamp en a créé une autre version en 1964. Elle appartenait à la collection d'Arthur Brandt jusqu'à sa vente aux enchères par Sotheby's en octobre 2017 pour 631 500 €.

## Antécédents

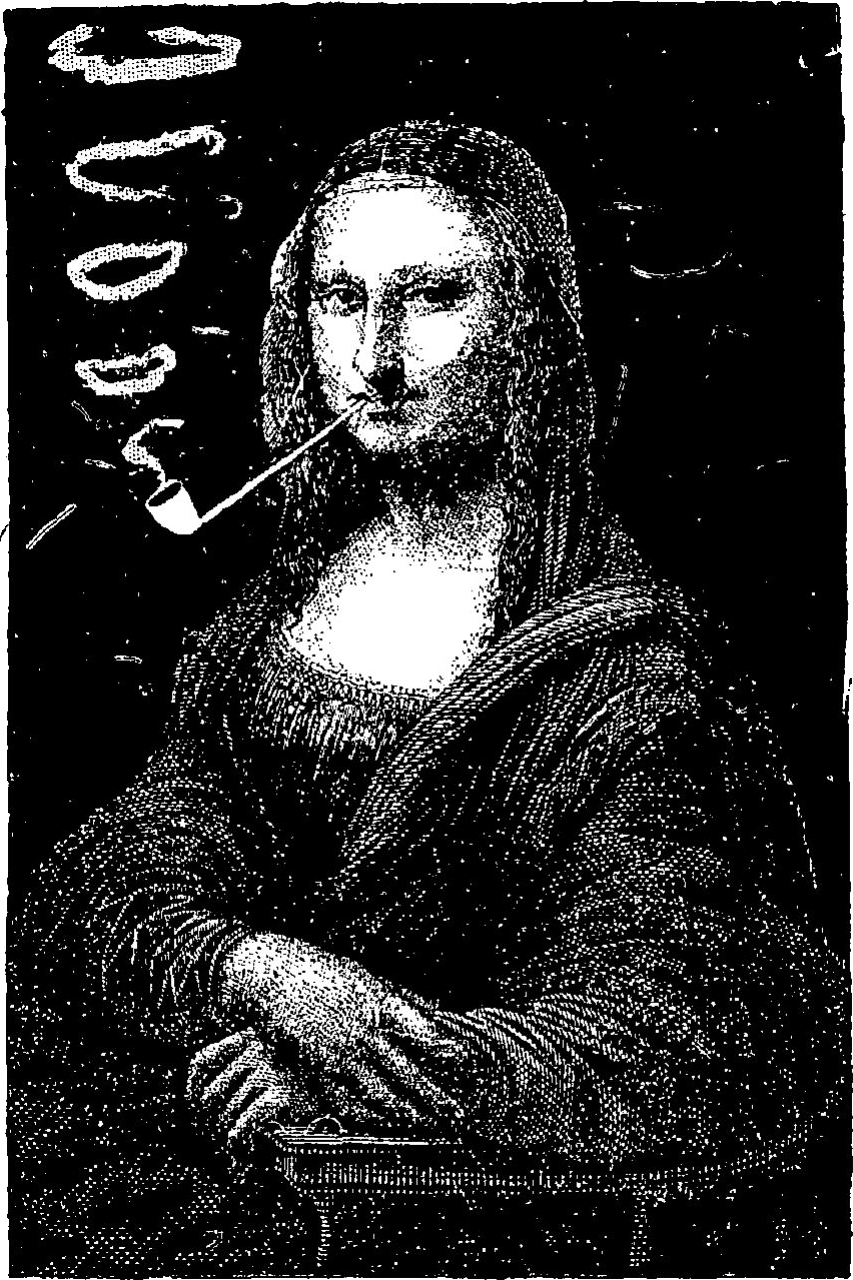
Mona Lisa fumant la pipe.

Pour l'exposition des Arts incohérents, en 1883, Sapeck réalise Mona Lisa fumant la pipe qui préfigure l'œuvre de Marcel Duchamp en 1919 ; elle est publiée en 1887 dans Le Rire de Coquelin cadet. Ainsi, « la même œuvre d'art a été associée par les deux artistes à un élément totalement contradictoire, tant par la forme que par l'intention. […] il était question pour l'un comme pour l'autre de bafouer, de profaner une icône. » Au-delà de cette comparaison entre les deux œuvres, c'est dans sa « manière d'envisager l'humour » que Sapeck est considéré comme un précurseur de Duchamp.
Des Jocondes à barbe ou à moustaches ont été réalisées avant Duchamp et bien sûr après ; on en dénombre environ 180 ; la première, probablement, est publiée dans Le Monde pour rire en 1870.